# Acruliammina
Acruliammina es un género de foraminífero bentónico de la subfamilia Placopsilininae, de la familia Placopsilinidae, de la superfamilia Lituoloidea, del suborden Lituolina y del orden Lituolida. Su especie tipo es Placopsilina longa. Su rango cronoestratigráfico abarca desde el Hauteriviense (Cretácico inferior) hasta el Campaniense (Cretácico superior).

## Discusión
Clasificaciones previas incluían Acruliammina en el suborden Textulariina del orden Textulariida, o en el orden Lituolida sin diferenciar el suborden Lituolina.

## Clasificación
Acruliammina incluye a las siguientes especies:
- Acruliammina antarctica †
- Acruliammina dacica †
- Acruliammina eugeniae †
- Acruliammina longa †
- Acruliammina nekvasilovae †
- Acruliammina neocomiana †
- Acruliammina parvispira †
- Acruliammina robusta †